# P-47 Thunderbolt
De Republic P-47 Thunderbolt (bijnaam "Jug") was een eenmotorig jachtvliegtuig dat intensief door de USAAF tijdens de Tweede Wereldoorlog werd ingezet. Het toestel bleek een geduchte tegenstander tijdens luchtgevechten, maar bleek zeker zo bruikbaar als grondaanvalstoestel. Niet alleen de Verenigde Staten, maar ook andere geallieerde luchtmachten hadden dit toestel in hun arsenaal.

## Ontwikkeling
De Republic Aviation Corporation concludeerde dat hun prototypes XP-44 en XP-47 inferieur waren ten opzichte van de Duitse jachtvliegtuigen bij het uitbreken van de Tweede Wereldoorlog. De Russische vliegtuigontwerper Alexander Kartveli verbeterde het ontwerp tot de XP-47A. Dit prototype werd geheel vernieuwd tot de XP-47B, die haast niets gemeen had met de A-variant en de laatste werd door de Amerikaanse legerluchtmacht in juni 1940 besteld. 
Het toestel was voor een piloot zeer comfortabel. Zo was de cockpit zelfs voorzien van airconditioning. Vanwege de gecompliceerde turbosupercharger werd de romp van het vliegtuig vrij diep. De vleugels werden daardoor relatief hoog geplaatst. Door de grote diameter van de propeller, 3,7 m, betekende dit uiteindelijk dat het landingsgestel erg lang zou moeten worden. Om dit op te lossen kon het landingsgestel 230 mm uitgeschoven worden door een telescoopmechanisme. Het toestel was hiermee behoorlijk groot geworden voor een jachtvliegtuig. 
De XP-47B had op 6 mei 1941 zijn luchtdoop, waarbij de vliegeigenschappen indrukwekkend waren te noemen. Nadelen van het toestel waren, door zijn grootte, de lange aanloop tijdens het opstijgen en de rolroeren die vast gingen zitten op grote hoogte. Ook waren er problemen met de machinegeweren, de kap van de cockpit, het brandstofsysteem en met het ontstekingsmechanisme in de motor op grote hoogte. Terwijl Republic deze problemen probeerde te verhelpen, bestelde de USAAF al op voorhand 171 P-47B's, waarvan het eerste prototype in december 1941 geleverd werd.

## Operationeel
De P-47C was de eerste variant die werd ingezet voor gevechtsmissies eind 1942. De eerste gevechtsmissie vond plaats op 10 maart 1943 tijdens een onderscheppingsmissie boven Frankrijk en de eerste luchtoverwinning werd op 17 augustus behaald tijdens een escortemissie. Er vonden enkele aanpassingen plaats die leidden tot de P-47D, waarvan er 12602 zijn gebouwd. Na de oorlog werden de toestellen aan veel Zuid-Amerikaanse landen geleverd tot in de jaren 60. Er zijn in totaal 15686 Thunderbolts gebouwd, en een klein aantal is vandaag de dag nog steeds in luchtwaardige staat.